# 附属学校
附属学校（ふぞくがっこう）は、大きく分けて以下に分類される。
1. 上級教育機関に附属する就学前教育・初等教育および中等教育を行う学校。
2. 看護学校のうち、病院などの医療機関に附属する専修学校または各種学校。

本項では1.について詳述する。

## 概要
多くの場合、大学（短期大学を含む）を頂点としてそれ以下の教育機関を附属学校としているが、高等学校を頂点としている例もある。
附属学校は「附属」「附属校」と通称されることが多く、高等学校は「附属高校」「附属高（附高）」、中学校は「附属中（附中）」、小学校は「附属小（附小）」、幼稚園は「附幼」と通称されることも多い。

## 「附属」と「付属」の違い
国の指針により、法令及び公用文での表記に関して、「附属・寄附・附則・附帯・附置」の5語については「附」を用い、これ以外のものは原則として「付」を用いることとなっている。国立大学の附属学校ではこれに従い、例外なく「附属」が使用されている一方、公立・私立大学の附属学校に関しては、正式名称として「付属」を用いている学校もある。
なお「附」「付」はどちらも常用漢字に含まれているが、日本新聞協会の用語懇談会が「附」の不使用を決めているため、固有名詞である学校名が新聞記事などにおいて「附属」から「付属」と直されて表記されることが多々ある。

## 大学を頂点とする例

### 私立大学の附属学校
私立大学の附属学校の場合、大学までの一貫教育、早期教育を目的に設立され、母体となる大学ないし学校法人の校風を早い段階で身につけることを期待して設置されることが多い。この場合、大学への入学に関しては試験の免除や優先的な取り扱いがなされる場合が多い（いわゆる「内部進学」）。中でも、有名私大に内部進学可能な附属幼稚園や附属小学校についてはブランド校とも呼ばれ、芸能人やスポーツ選手等の有名人の子女が数多く入学している。
ただし、適用を受けるには成績など一定以上の条件（以下「応募条件」）を満たす必要があり、中には所定のコースに所属する生徒を対象とする学校もある。なお、応募条件を満たしても進学できるとは限らないほか、系列大学への進学優先制度が一切ない学校もあるため、以下に該当する生徒については他大学を含めた一般入試等を受験することになる（大学受験・推薦入学も参照）。
- 在籍校における応募条件を満たせなかった生徒、または応募条件を満たしたが選抜に外れた生徒
- 制度のない学校に在籍する生徒、または制度はあるものの所定以外のコースに所属する生徒

また、校名に大学名を冠さないものについては附属学校といえず、系列校といえども大学とは趣旨や方針を異にする別個の学校として扱われている。以下に大別される。
- もともと大学とは設置の成り立ちが異なるもの
  - 特に高校等が大学より先に設置された例もあり、大乗淑徳学園傘下校や共栄学園傘下校などがある。
- のちに大学附属校でなくなったもの
  - 聖徳大学附属女子中学校・高等学校→光英VERITAS中学校・高等学校（同時に男女共学化）
  - 旭川大学高等学校→旭川志峯高等学校（旭川大学および旭川大学短期大学部の公立化・経営分離化に伴う）

逆に、秀明八千代中学校・高等学校→秀明大学学校教師学部附属秀明八千代中学校・高等学校や、柴田学園高等学校→柴田学園大学附属柴田学園高等学校のように、のちに大学附属校化した例もある。
なお附属学校の中には、教育学部など教職課程に所属する学生の教育実習の場として使われる所もある。

## 高等学校を頂点とする例
学校法人内に大学がなく、もっとも上級の教育機関が高等学校である場合にこの形態がとられることが多い。また、公立の高等学校と近在の公立中学校を連結し、またはいずれかを新設し、6カ年一貫教育を実施する場合で、中等教育学校の形態をとらなかった場合、中学校を高等学校の附属学校とすることがある。